# جو بينيون
جو بينيون (بالإنجليزية: Joe Binion)‏ مواليد 26 مارس 1961 في روتشستر، هو لاعب كرة سلة أمريكي معتزل. بدأ مسيرته الاحترافية في سنة 1984. تم اختياره من قبل فريق سان أنطونيو سبرز خلال الدرافت. حمل الرقم 50. يبلغ طوله 6 قدم 8 بوصة (2.0 م). اعتزل اللعب في 1995.

## المسيرة الاحترافية
لعب مع بورتلاند ترايل بلايزرز في موسم 1986–87 ، ثم لعب مع بالاكانسترو ريجيانا في الدوري الإيطالي في موسم 1991–1992، ثم لعب مع فيرتوس بالاكانسترو بولونيا في موسم 1994–1995.

## روابط خارجية
- جو بينيون على موقع الاتحاد الدولي لكرة السلة (الإنجليزية)
- جو بينيون على موقع إن بي أي (الإنجليزية)
- جو بينيون على موقع سبورتس رفرنس (الإنجليزية)
- جو بينيون على موقع كلية كرة السلة في سبورتس رفرنس.كوم (الإنجليزية)
- جو بينيون على موقع ريلجم (الإنجليزية)
- جو بينيون على موقع بروبوليرز (الإنجليزية)